# Platygaster mirabilis
Platygaster mirabilis är en stekelart som först beskrevs av William Harris Ashmead 1893.  Platygaster mirabilis ingår i släktet Platygaster och familjen gallmyggesteklar. Inga underarter finns listade i Catalogue of Life.